# Lola Gaos
Dolores Gaos González-Pola, conocida como Lola Gaos (Valencia, 2 de diciembre de 1921 - Madrid, 4 de julio de 1993), fue una actriz y activista española. Considerada una de las grandes actrices secundarias del cine español, fue especialmente conocida por sus trabajos en el papel de Chus en Mi querida señorita (1972), de Jaime de Armiñán, y Martina en Furtivos (1975), de José Luis Borau, unas películas clave de la transición del franquismo a la democracia. Fue una mujer activista antifranquista, independiente, reivindicativa y feminista. No militó en ningún partido político, aunque colaboró con varios partidos de izquierdas. En 1976 fue una de las promotoras de la Asociación Democrática de Mujeres.

## Biografía

### Entorno familiar
Nació en Valencia, en el seno de una familia culta, burguesa, de izquierdas y republicana, formando parte de una saga de artistas e intelectuales. Su padre, José Gaos y Berea, natural de La Coruña, y su madre, Josefa González-Pola y Menéndez, asturiana de Gijón, tuvieron catorce hijos, de los que sobrevivieron nueve.
Su padre, notario de profesión y jurista especialmente conocedor del Derecho Hipotecario, era un hombre culto, librepensador y de  izquierdas, que transmitió a sus hijos su pasión por la cultura, la música y la libertad, además del compromiso de los valores republicanos. José Gaos y Berea fue un referente en Valencia durante la Segunda República y la residencia familiar se convirtió en un lugar de peregrinaje para intelectuales nacionales e internacionales, señala Ricardo Bellveser con motivo del 99 aniversario del poeta Vicente Gaos González-Pola:

El propio Max Aub dedicó monografías a José y a Ángel, y los cita Luis Cernuda y Juan Gil-Albert con cariño y admiración. Acabada la guerra, Alejandro fue condenado a muerte [sic], y en su defensa, los que intercedieron para evitar la ejecución, señalaron que se le atribuían actuaciones que no eran suyas, sino de alguno de sus muchos hermanos o algunos de sus muchos amigos, hasta el punto de que el tribunal tuvo que aceptar que aquella casa era el vórtice de un volcán de ideas, libros y actividades de las que no se podía responsabilizar únicamente a uno de sus miembros.
Ricard Bellveser El Mundo, 2018

Su hermano mayor, José Gaos, catedrático de Lógica, ocupó la cátedra de Ortega y Gasset, de quien fue uno de sus discípulos más notables, antes de exiliarse a México al término de la Guerra Civil, donde creó toda una escuela de pensamiento en las universidades de ese país. Otro hermano, Vicente, fue un conocido poeta y profesor, al igual que su hermano Alejandro, catedrático de instituto de Lengua y Literatura y poeta, que murió relativamente joven. Ángel e Ignacio fueron escritores además de actor y escritor, el primero, y traductor, el segundo. Su padre murió en 1939 en un campo de concentración francés al final de la Guerra Civil y la familia decide exiliarse a México.

### Trayectoria como actriz
Su destino inicial era estudiar medicina, pero la Guerra Civil truncó sus expectativas cuando tuvo que exiliarse con su familia a México al finalizar la guerra civil española en 1939, y redirigió su carrera a la interpretación. Allí empezó a trabajar en el teatro.
El tipo de personajes que interpretó fue deudor de su peculiar físico: enjuta con un tono de voz ronco, es habitual encontrarla en papeles desgarrados dando vida a personajes oscuros, dramáticos o raros, de aldeana, bruja o criada, siendo considerada una de las grandes actrices secundarias del cine español.

#### Teatro
De regreso a España en 1945, Lola Gaos comenzó desde cero y en circunstancias adversas empezó  a trabajar en el teatro y toma contacto con algunas de las compañías teatrales de las actrices Mercedes Prendes, Mary Carrillo y del actor Guillermo Marín. Entre sus creaciones destacan los papeles en Espectros y el estreno en España de La casa de Bernarda Alba, de García Lorca (1950); Las viejas difíciles (1966), de Carlos Muñíz; El pelícano (1968), de August Strindberg, y Woyzeck, y, ya en 1980, De San Pascual a San Gil, de Domingo Miras. 

#### Televisión
Sus apariciones en televisión se remontan a los primeros momentos del medio en España, y ya en 1957, cuando TVE solo llevaba un año emitiendo, protagonizó la serie Los Tele-Rodríguez, de Arturo Ruiz Castillo. Participaría luego en espacios y series emblemáticas de Televisión Española, como Historia de la frivolidad, Historias para no dormir, Estudio 1, Teatro de siempre, Novela, El irreal Madrid y La última moda (1969), Tres eran tres (1972-1973) o Lorca, muerte de un poeta (1987), trabajando con Chicho Ibáñez Serrador, Valerio Lazarov o Jaime de Armiñán. De todo su trabajo para RTVE destaca su interpretación en la obra Medea, de Eurípides, que fue emitida en el programa Teatro de siempre, en diciembre de 1966, acompañada por Agustín González y María Luisa Ponte.

#### Cine
Lola Gaos trabajó en más de cincuenta películas. Rodó la primera en 1949, El sótano, dirigida por Jaime de Mayora, con guion escrito por el escritor Camilo José Cela. En años sucesivos, y en especial a partir de la década de los sesenta, se convirtió en actriz de reparto de prestigio en títulos imprescindibles de la historia del cine en España, trabajando a las órdenes de Luis Buñuel (Tristana y Viridiana), Luis García Berlanga (El verdugo), José María Forqué (Atraco a las tres), Jaime de Armiñán (Mi querida señorita) o Juan Antonio Bardem (Esa pareja feliz). Destaca entre todos su papel protagonista, junto con Ovidi Montllor, en Furtivos (1975), de José Luis Borau. También participó en Sonámbulos  (1978), de Manuel Gutiérrez Aragón, y en Marianela (1972), dirigida por Angelino Fons.

#### Últimos años
En 1983 Francisco Umbral, en el diario El País, hizo pública una carta escrita por Lola Gaos explicando sus dificultades económicas y sus penurias.

"He estado hospitalizada cerca de dos meses, con una enfermedad que me ha dejado incapacitada de trabajar, aun en el no muy probable caso de que tuviera trabajo. De mi marido, del que estoy separada, cobro 40 000 pesetas mensuales, de las que hemos de vivir mi hija Inés y yo. Inés, licenciada en periodismo, se halla en paro. La pensión que te he dicho corre el riesgo de quedarse en 10 000 pesetas. Se trata llanamente de trabajar para comer".
Lola Gaos. Carta a Francisco Umbral

Rodó su última película en 1988, Gran Sol, dirigida por Ferran Llagostera, una historia de marineros. Una operación de laringe le había dejado casi sin voz y enferma. Falleció en Madrid, ciudad en la que vivía desde el año 1943, de un cáncer intestinal el 4 de julio de 1993, a los 71 años, tras varios años condenada al ostracismo y con penurias económicas. Fue enterrada en el Cementerio de La Almudena de Madrid.

## Vida personal
Se casó en 1945 con el abogado Gonzalo Castelló Gómez-Trevijano (quien aportó al matrimonio una hija, Luz), con el que tuvo una hija, Inés (fallecida en 2003). Se divorciaron en 1982 con algún revuelo en la prensa del corazón de la época. Fue hermana de José Gaos.

## Activismo
Activista comunista y feminista, Gaos no militó en ningún partido, pero destacó por su compromiso en la defensa de las libertades, los derechos de las mujeres y la lucha contra el régimen franquista.
Sin embargo, en el aspecto de la protección de los animales, a finales de diciembre de 1975 protagonizó una gran polémica con el estreno de la película Furtivos, dirigida por José Luis Borau. Este le pidió que la escena donde se mataba a un lobo, para más realismo, se hiciera realmente con un perro, a lo que ella accedió. Desde el Patronato Central de Protección de Animales y Plantas se presentó una denuncia por el incumplimiento de la normativa de protección animal y le ocasionó fuertes críticas en la prensa.
En 1976 fue una de las promotoras de la Asociación Democrática de Mujeres, junto con Francisca Sauquillo. Participó en numerosas asambleas junto con sus compañeras y compañeros de profesión, dando también conferencias y mítines.
El escritor y poeta Rafael Calero Palma, en julio de 2019, en una semblanza de Lola Gaos recuerda la entrevista realizada por Diego Galán para Televisión Española poco antes de su muerte en la serie Queridos cómicos. Estaba realizada en su casa y detrás tenía una fotografía de Ernesto ''Che'' Guevara. Sobre su oficio de actriz explicó:

Al actor no se le da la categoría de trabajador, no sé por qué, (…) Cuando voy a trabajar voy contratada con un salario que será más grande o menos grande, pero exactamente igual que el señor que me arregla el televisor. Entonces, ¿por qué nos llaman artistas y nos niegan la categoría de trabajadores?
Lola Gaos en RTVE: "Queridos cómicos"

## Premios y homenajes
Medallas del Círculo de Escritores Cinematográficos
| Año  | Categoría                 | Película          |
| ---- | ------------------------- | ----------------- |
| 1972 | Mejor actriz de reparto   | Labor de conjunto |
| 1975 | Mejor actriz protagonista | Furtivos          |

Fotogramas de Plata
| Año  | Categoría                        | Película |
| ---- | -------------------------------- | -------- |
| 1975 | Mejor intérprete de cine español | Furtivos |

- XVII Semana Internacional de Cine de Autor de Málaga (1989), dedicado a Lola Gaos, proyectando: Viridiana, Sonámbulos y Tristana.[5]

### Reconocimientos póstumos
- Hay calles con su nombre en Valencia, Collado Villalba y Roquetas de Mar.[1]

## Filmografía
| - Gran Sol (1988) - El lago de las vírgenes (1987) - La noche de la ira (1986) - Hierro dulce (1985) - Caso cerrado (1985) - El balcón abierto (1984) - Latidos de pánico (1983) - Trágala, perro (1981) - ¡Tú estás loco, Briones! (1981) - Sonámbulos (1978) - La isla de las cabezas (1978) - Dios bendiga cada rincón de esta casa (1977) - Caperucita y roja (1976) - De profesión: polígamo (1975) - El poder del deseo (1975) - Furtivos (1975) - Sex o no sex (1974) - Ceremonia sangrienta (1973) - La guerrilla (1972) - Marianela (1972) - Sumario sangriento de la pequeña Estefanía (1972) | - Pancho Villa (1972) - Mi querida señorita (1971) - Préstame quince días (1971) - Pierna creciente, falda menguante (1970) - Tristana (1969) - Los chicos con las chicas (1967) - A la memoria del autor (1966) - Tres perros locos, locos, locos (1966) - El precio de un hombre (1966) - La busca (1966) - Madame Arthur (1966) - El arte de vivir (1965) - Residencia para espías (1965) - El sonido de la muerte (1965) - Anabel (1964) - Tiempo de amor (1964) - La tía Tula (1964) - Los dinamiteros (1964) - Confidencias de un marido (1963) - El diablo también llora (1963) - El verdugo (1963) | - Millonario por un día o El turista (1963) - Se vive una vez (1963) - Benigno, hermano mío (1963) - A este lado del muro (1963) - Las cuatro verdades (1962) - Atraco a las tres (1962) - Rogelia (1962) - Alma aragonesa (1961) - Viridiana (1961) - Tres de la Cruz Roja (1961) - Los pedigüeños (1961) - Prohibido enamorarse (1961) - Salto mortal (1961) - Un ángel tuvo la culpa (1960) - Molokai, la isla maldita (1959) - Un marido de ida y vuelta (1957) - El candelabro (1956) - Esa pareja feliz (1951) - El sótano (1949) |

## Trayectoria en televisión
| - Lorca, muerte de un poeta (1987) - Los libros - 04/06/1974 El mundo como es - Ficciones - 29/07/1974 La saga de Maruxa Canido - 29/12/1973 Las hijas de las desdichas - 10/08/1973 Los papeles de Aspern - 03/08/1972 Habitación número 9 - 09/03/1972 El marido celoso - Tres eran tres 1972/73 13 episodios como Fuencisla - Del dicho al hecho - 04/03/1971 El huésped y la pesca, a los tres días apesta - Las tentaciones - 30/11/1970 El triunfo de Artemisa - Al filo de lo imposible - 06/06/1970 Las limosnas - Hora once - 17/07/1971 La historia de Sauce Pálido - 18/12/1969 La enemiga - 12/12/1970 La casa del juez - La última moda 1969 - El Irreal Madrid 1969 - La risa española - 18/07/1969 Qué solo me dejas - Pequeño estudio - 20/10/1972 Sin decir oste ni moste - 07/01/1970 Deja tu esperanza en el balcón - 02/04/1969 El amigo de Lázaro - Teatro breve - 04/12/1967 Saludos a Berta - Historias de la frivolidad 1967 - Telecomedia de humor - 12/08/1967 Cuando se encuentra de nuevo al marido - Teatro de siempre - 13/02/1969 Andrómaca - 15/02/1968 La danza de la muerte - 19/06/1967 La Celestina - 05/12/1966 Medea - 05/11/1970 Los cuervos | - Historias para no dormir - 1968 La casa - 1968 La pesadilla - La noche al hablar - 10/01/1964 En la boca del león - Estudio 1 - 01/07/1969 El teatrito de Don Ramón - 15/04/1969 Dulcinea - 09/08/1967 El sillón vacío - Primera fila - 22/02/1965 Las brujas de Salem - Confidencias - 14/11/1964 Una puerta para dos - 07/11/1964 Angelitos al cielo - Novela - 03/01/1972 Colomba - 13/12/1971 El pesimista corregido - 19/04/1971 Los miserables - 07/09/1970 Crimen y castigo - 03/02/1969 El abuelo tiene 30 años - 15/04/1968 Los caminos del Señor - 24/07/1967 Cincuenta mil pesetas - 24/01/1966 Siempre en capilla - 03/08/1964 El fantasma de Canterville - 20/12/1964 Canción de cuna - Teatro de familia - 14/07/1964 Cubierto, 15 pesetas - Fernández, punto y coma - 08/03/1964 - Tengo un libro en las manos - 03/03/1964 Pena de muerte - Mañana puede ser verdad - 06/11/1964 - Los Tele-Rodríguez (1957-1958) |